# Козлов, Аркадий Евгеньевич
Аркадий Евгеньевич Козлов (род. 30 января 1981 года, Алма-Ата) — российский волейболист, центральный блокирующий, мастер спорта; тренер.

## Карьера
Аркадий Козлов начинал играть в волейбол с 8 лет в Алма-Ате. В 1996—1998 годах выступал за юношескую и молодёжную сборную Казахстана. Во время Всемирных юношеских игр-1998 в Москве Аркадия заметили тренеры «Белогорья-Динамо» и предложили молодому спортсмену переехать в Белгород.
В 1998 году он начал выступать в «Белогорье-Динамо-2», а с 2000 года — за главную команду. В составе команды трижды был чемпионом России, завоевал два Кубка России и две золотых медали Лиги чемпионов.
В составе национальной сборной России принимал участие в розыгрыше Мировой лиги-2003, сыграл в 13 матчах.

## Достижения
- Серебряный призёр чемпионата мира среди молодёжных команд (2001).
- Чемпион России (2002/03, 2003/04, 2004/05), серебряный призёр чемпионатов России (2005/06, 2013/14).
- Обладатель Кубка России (2003, 2005).
- Победитель Лиги чемпионов (2002/03, 2003/04), бронзовый призёр Лиги чемпионов (2004/05).
- Финалист клубного чемпионата мира (2013).
- Серебряный призёр чемпионата Казахстана среди молодёжи (1996), бронзовый призёр чемпионата Казахстана среди юношей и обладатель Кубка Казахстана (1997).